# Passage Tomb von Gormanston

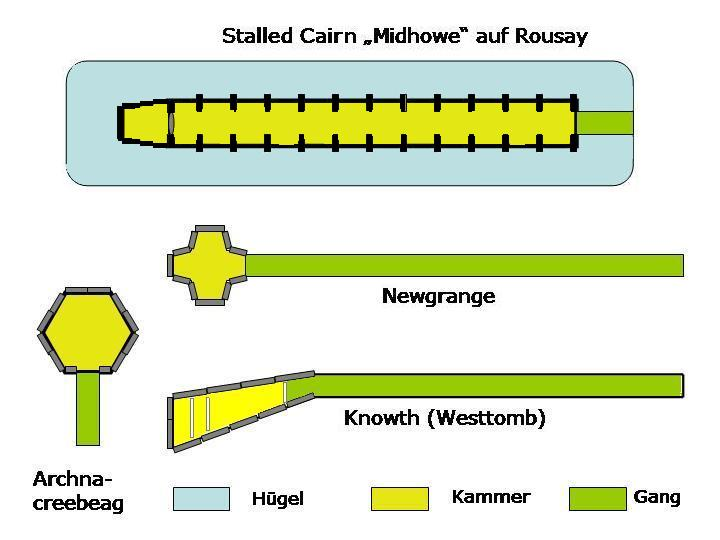
Schema der Passage Tombs

Das Passage Tomb von Gormanston liegt in Gormanston beim Weiler Delvin Bridge in einem Feld zwischen der „Main Road“ R132 und der Bahnlinie, nördlich der Mündung des Flusses Delvin River in die Irische See im Süden des County Meath an der Grenze zum County Fingal in Irland. Die Reste des Passage Tombs sind das einzige einigermaßen erhaltene eines größeren Gräberfeldes. Einige Randsteine umgeben einen abgeflachten Hügel, der mehr als 30,0 m Durchmesser hat. 
Andere Denkmäler, die auf einem Felsvorsprung in der Nähe lagen, sind auf den Knocknagin-Strand gefallen, da das Meer die Klippen an der Küste erodierte. Auf der gegenüberliegenden Seite des Flusses Delvin befanden sich, etwa eine Meile östlich, die Ganggräber von Bremore, ein Komplex aus mindestens fünf Denkmälern. Die Region ist von besonderer Bedeutung, denn ihre Denkmäler wie die Passage Tombs von Bremore sind vielleicht zeitgenössisch mit denen von Carrowmore oder Carrowkeel im County Sligo und damit älter als die Passage Tombs im Boyne Valley.
Beim Bau einer Gaspipeline zwischen Großbritannien und Irland wurde vor der Küste von Gormanston ein etwa 7,0 Meter langer prähistorischer Einbaum gefunden. Im Gegensatz zu anderen altirischen Booten scheint das Gormanston-Boot eine Auslegerkonstruktion gewesen zu sein.